# Provincia di Daniel Alcides Carrión
La provincia di Daniel Alcides Carrión è una provincia del Perù, una delle tre della regione di Pasco. Essa prende il nome dallo studente di medicina peruviano Daniel Alcides Carrión e confina a nord con la regione di Huánuco, a est e a sud con la provincia di Pasco e ad ovest con la regione di Lima.

## Geografia antropica

### Suddivisioni amministrative
La provincia è suddivisa in otto  distretti:
- Chacayán
- Goyllarisquizga
- Paucar
- San Pedro de Pillao
- Santa Ana de Tusi
- Tapuc
- Vilcabamba
- Yanahuanca